# Lawrence Lambe
Lawrence Lambe   (Montreal, 27 d'agost de 1863 - Ottawa, 12 de març de 1919) fou un geòleg quebequès i paleontòleg de Geological Survey of Canada (GSC). Fou el primer gran geòleg del Canadà.
Va publicar treballs descrivint la diversitat i plenitud de la fauna de dinosaures descoberts en els dipòsits fòssils d'Alberta, tot fent conèixer als ulls del públic els dinosaures del Canadà en un període que fou conegut com a L'Era Daurada dels Dinosaures en aquesta província. Durant el període que passà entre els 1880 i la Primera Guerra Mundial caçadors de fòssils de tot el món van convergir a Alberta. Lambeosaurus, fou anomenat en el seu honor l'any 1923.